# كولبي ميتشيل تشيستر
كولبي ميتشيل تشيستر (بالإنجليزية: Colby Mitchell Chester)‏ هو ضابط أمريكي، ولد في 29 فبراير 1844 في نيو لندن في الولايات المتحدة، وتوفي في 4 مايو 1932 في Rye (town), New York ‏ في الولايات المتحدة.